# Liza Echeverría
Liza Echeverría (Ciudad de México, 29 de agosto de 1972) es una actriz, modelo y conductora de televisión mexicana de ascendencia vasca.

### Primeros años
Comenzó en el modelaje desde la adolescencia y a cuatro años de iniciada su carrera es elegida en un casting para conducir el programa de televisión TVO con el que obtiene gran éxito, dentro y fuera de la pantalla, pues durante esa época también graba tres discos con las canciones del programa, además de giras por toda la república mexicana. 
En 1993, fue invitada por Raúl Velasco, conductor y productor de televisión mexicano, a participar en Galardón a los grandes, donde realizó entrevistas a múltiples personalidades internacionales del cine y la música para ser presentadas en el programa Siempre en Domingo. Tres años más tarde ingresa al mundo de la actuación combinando su participación en la telenovela Luz Clarita y en la obra teatral Luz Clarita en el País de la Fantasía. Ha participado en diversos programas de televisión como Plaza Sésamo, Al Ritmo de la Noche, Sábados Musicales y Todos a Cantar, además de algunas entregas de premios como las «Lunas del Auditorio» y los «Premios Oye!». Junto a Adal Ramones condujo el programa Bailando por un sueño en 2005 y Cantando por un sueño en 2006.
En 2011 fue enviada por Turner Network Television a la entrega del Premios Óscar para entrevistar a las estrellas de Hollywood en la alfombra roja.
Liza, quien desde hace varios años también ha incursionado en el terreno de la moda diseñando pañaleras por tres temporadas para la marca mexicana de bolsos Clóe, radica actualmente en la ciudad estadounidense de Chicago.

## Filmografía
Entre sus participaciones más significativas en televisión se encuentran:

### Telenovelas
- Luz Clarita (1996)

- Misión S.O.S. (2004)

### Conductora
- TVO (1991)

- Galardón a los grandes (1993)

- Bailando por un sueño (2005)

- Cantando por un sueño (2006)

- Los reyes de la pista (2006)